# آخیم گرکه
آخیم گرکه (آلمانی: Achim Gercke؛ ‏ ۳ اوت ۱۹۰۲ – ۲۷ اکتبر ۱۹۹۷) زیست‌شناس، شجره‌شناس و سیاستمدار اهل آلمان بود.
وی رئیس حزب ناسیونال سوسیالیست کارگران آلمان در مونیخ بود و از آوریل ۱۹۳۳ به‌عنوان مشاور نژادی و شجره‌شناس در وزارت کشور مشغول به کار شد. گرکه ابداع‌کنندهٔ سیستم فکری «پیشگیری نژادی» بود که ازدواج میان یهودیان و آریایی‌ها را ممنوع می‌کرد. تعریف گرکه از یهودی‌بودن این بود که، هر کسی بیش از ۱/۱۶ خونش از نژاد یهود باشد، یهودی محسوب می‌شود.
در سال ۱۹۳۲، رودلف جردن، راینهارت هایدریش را متهم کرد یک آریایی اصلی و خالص نیست. چون در سیستم فکری نازی‌ها، این موضوع اتهام سنگین و مهمی بود، گرگور اشتراسر، آخیم گرکه را مآمور ساخت تا دربارهٔ نژاد و تبار هایدریش تحقیق کند. گرکه گزارش داد که هایدریش «... اصالتاً آلمانی و عاری از هرگونه خون رنگی و یهودی» است. او تأکید کرد که این شایعات بی‌اساس است.
در سال ۱۹۳۵، گرکه به اتهام همجنس‌گرایی از کار برکنار شد. پس از جنگ وی به‌عنوان بایگان و کارمند شهرداری به کارش ادامه داد.